# Santos Andrés y Gregorio del Monte Celio (título cardenalicio)
El título cardenalicio de Santos Andrés y Gregorio del Monte Celio (en latín:Ss. Andreae et Gregorii ad Clivum Scauri) fue instituido por el Papa Gregorio XVI el 8 de junio de 1839 para sustituir al de San Eusebio que había sido suprimido.

## Titulares
- Ambrogio Bianchi, O.S.B.Cam. (1839-1856)
- Michele Viale Prelà (1856-1860)
- Angelo Quaglia (1861-1872)
- Henry Edward Manning (1875-1892)
- Herbert Vaughan (1893-1903)
- Alessandro Lualdi (1907-1927)
- Jusztinián Györg Serédi, O.S.B. (1927-1945)
- Bernard William Griffin (1946-1956)
- John Francis O'Hara, C.S.C. (1958-1960)
- José Humberto Quintero Parra (1961-1984)
- Edmund Casimir Szoka (1988-2014)
- Francesco Montenegro (2014-)